# MEGA (클라우드 스토리지)
MEGA(메가)는 킴 닷컴이 설립한 메가 리미티드(Mega Limited)가 개발한 클라우드, 온라인 저장소 서비스이다. 한국어를 포함한 다양한 언어에 대응하며, 50GB의 용량의 저장소를 무료로 이용하는 것이 가능하다. MEGA라는 명칭은, "MEGA Encrypted Global Access"의 재귀 약자이다.

## 특징
MEGA는 자바스크립트, HTML5을 기반으로 한 시스템으로, 접속 시 구글 크롬이나 오페라의 사용이 권장된다.

## 역사
2012년 1월 19일, 킴 닷컴이 저작권 침해의 혐의로 체포 및 기소된 것에 따라, 미국법무부와 연방수사국(FBI)에 의해 닷컴 외가 운영하고 있던 온라인 저장소 "MEGAUPLOAD"가 봉쇄되고, 관련 사이트와 함께 서비스를 종료했다. 2013년 1월 19일, MEGAUPLOAD와는 다른, 새로운 형태의 온라인 저장소 서비스인 MEGA를 설립했다.

## 저장소 용량
무료 계정 사용자
- 20GB의 저장소

유료 계정 사용자(스페인에 서버가 있어서 월간,연간 결제단위가 유로다.)
- 400GB의 저장소 (한 달 1TB의 대역폭)
- 2TB (한 달 2TB의 대역폭)
- 8TB의 저장소 (한 달 8TB의 대역폭)
- 16TB의 저장소 (한 달 16TB의 대역폭)